# Черуйот, Вивиан
Вивиан Джепкемой Черуйот (англ. Vivian Jepkemoi Cheruiyot, род. 11 сентября 1983 года в Кении) — кенийская легкоатлетка. Олимпийская чемпионка 2016 года на дистанции 5000 метров, четырёхкратная чемпионка мира в беге на длинные дистанции.

## Спортивная карьера
Вивиан родилась возле города Кейо на западе Кении. Первый успех на международной арене пришёл в 1999 году, когда она выиграла серебряную медаль на чемпионате мира по кроссу среди юниорок и бронзовую медаль на чемпионате мира по лёгкой атлетике среди юниоров на дистанции 3000 метров. На Олимпийских играх 2000 года в финальном забеге на дистанции 5000 метров заняла последнее 14-е место.

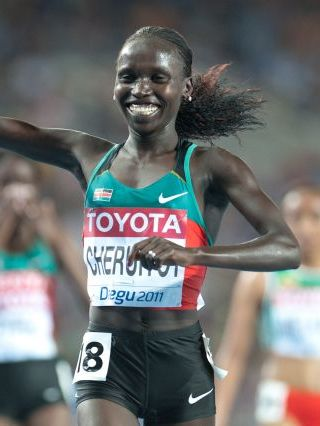
Чемпионат мира 2011 года

На чемпионате мира 2007 года выиграла серебряную медаль на дистанции 5000 метров с результатом 14:58.50. В 2010 году выиграла золотую медаль чемпионата Африки на 5000 метров. Золотой дубль получился на чемпионате мира 2011 года, когда она стала победительницей на двух стайерских дистанциях. По результатам 2011 года была признана лучшей спортсменкой года в мире по версии Laureus World Sports Award.
На Олимпийских играх 2012 года Вивиан считалась одной из главных претенденток на победу на дистанциях 5000 и 10 000 метров. На 10-километровой дистанции Черуйот стала третьей, почти 10 секунд проиграв чемпионке Тирунеш Дибабе из Эфиопии, второе место досталось другой кенийке Салли Кипьего. Спустя неделю на дистанции 5000 метров, где кенийка была лидером мирового сезона, она была гораздо ближе к золоту, лишь на самом финише уступив 0,48 сек другой знаменитой эфиопке Месерет Дефар, Тирунеш Дибаба стала третьей.
Двукратная победительница 10-километрового пробега World's Best 10K.
В сезоне 2015 года впервые выступила на международных соревнованиях 30 июня на Prefontaine Classic, где финишировала на 3-м месте в беге на 5000 метров — 14.46,69. 5 июля стала победительницей Bruxelles Grand Prix на дистанции 10 000 метров — 31.13,29.
В 2018 году стала победительницей Лондонского марафона с результатом 2:18.31.

## Личная жизнь
В 2011—2012 годах Вивиан была замужем за Мозесом Кируи Киплагатом.
У Вивиан есть сын, чей отец неизвестен — Аллан Кипроно (род. 19 октября 2013 года).